# Бијом
Бијом (фр. Billom) је насељено место у Француској у региону Оверња, у департману Пиј де Дом.
По подацима из 2011. године у општини је живело 4632 становника, а густина насељености је износила 273,11 становника/km².

## Демографија
| 1962. | 1968. | 1975. | 1982. | 1990. | 1999. | 2011. |
| ----- | ----- | ----- | ----- | ----- | ----- | ----- |
| 3.300 | 3.704 | 3.968 | 4.092 | 3.968 | 3.968 | 4.632 |